# Жиберці
Жиберці (словен. Žiberci) — поселення в общині Апаче, Помурський регіон, Словенія. Висота над рівнем моря: 225 м.